# Éric Lebrun (musicien)
Pour les articles homonymes, voir Lebrun.
Ne doit pas être confondu avec Éric Le Brun.
Éric Lebrun est un organiste et compositeur français né à Talence en Gironde, le 19 novembre 1967.

## Biographie
Ancien élève de Gaston Litaize et de Michel Chapuis, il bénéficie aussi de l'enseignement d'Anne-Marie Barat, disciple d'André Marchal, des organistes Daniel Roth, Michel Bouvard, Olivier Latry et du pianiste Bruno Rigutto.
Au Conservatoire national supérieur de musique de Paris, il complète sa formation dans les classes d'harmonie, de contrepoint, de fugue, d'orchestration, d'analyse et d'histoire de la musique. Il obtient, outre le premier prix d'orgue, trois premiers prix et le diplôme d'histoire de la musique.
Après son Grand Prix de Chartres 1990, il est nommé titulaire de la tribune de l'église Saint-Antoine-des-Quinze-Vingts à Paris, où il reste encore. Depuis 1990 il a été successivement chargé de cours à la Sorbonne, professeur au Conservatoire national supérieur de musique et de danse de Paris, directeur de l'École nationale de musique et de danse de Cachan, puis professeur d'orgue aux conservatoires d'Angers et de Saint-Maur-des-Fossés. Dans cette classe, il a formé 200 organistes de tous horizons. Entre 20215 et 2028, il enseigne au sein de la classe d'orgue du Pôle Sup 93. Pédagogue réputé (il fonde au Conservatoire de Paris le cours de didactique de l'orgue), il contribue à la formation de nombreux interprètes de la jeune génération, dont plusieurs sont lauréats de concours internationaux et six sont maintenant professeurs au CNSMDP. Eric Lebrun a été pendant sept ans professeur honoraire au conservatoire royal de Aarhus au Danemark et enseigne régulièrement aux Pays-Bas, en Angleterre, Italie, Norvège, Suisse, États-Unis, Mexique… Il fonde les académies internationales de Nemours (avec André Isoir), Issenheim en Alsace (avec Marie-Ange Leurent), Sarlat, puis Bourron-Marlotte-Nemours-Fontainebleau.
Il enregistre à l'orgue les intégrales des œuvres de Jehan Alain, Maurice Duruflé, César Franck, ainsi que celles d'Alexandre Boëly, Dietrich Buxtehude, Gaston Litaize, puis, en cours depuis 2015, celle de Jean-Sébastien Bach, avec Marie-Ange Leurent, son épouse.
Il est l'auteur de plusieurs ouvrages, dont trois biographies consacrées à Buxtehude (2006), Boëly (avec Brigitte François-Sappey, 2008), César Franck (2011), Jean-Sébastien Bach (2016) et Claude Debussy (2018) chez Bleu Nuit, Gabriel Fauré (2023) ainsi qu'une contribution à la nouvelle version du Guide de la Musique d'Orgue (Fayard 2012).
Éric Lebrun est le dédicataire de plusieurs œuvres contemporaines, et le créateur, entre autres, de partitions de Valéry Aubertin, Jacques Castérède, Thierry Escaich, Kamilló Lendvay et Gaston Litaize.
Il est membre expert de la Commission Nationale des Monuments Historiques (cinquième section). Il a été pendant deux ans président du Syndicat National des Artistes Musiciens des Cultes. Il est élevé au grade de Chevalier des Arts et des Lettres en 2018 par Françoise Nyssen, Ministre de la Culture.
Éric Lebrun est lui-même l'auteur d'une soixantaine de partitions destinées à des formations diverses allant de l'instrument solo à l'oratorio pour chœur et orchestre. 

## Discographie
Liste des enregistrements en qualité de soliste :
- Jehan Alain : Intégrale de l’œuvre d’orgue (2 CD Naxos)
- Johann Sebastian Bach : Les chorals Kirnberger (1 CD Solstice)
- Claude Balbastre : Les quatre suites de Noëls en variations (1 CD Solstice)
- Maurice Duruflé : Intégrale de l’œuvre d’orgue et de la musique sacrée (2 CD Naxos)
- César Franck : Intégrale de l’œuvre d’orgue (2 CD Naxos)
- Eric Lebrun : Dixième Mystère du Rosaire (in neuf jeunes organistes compositeurs, 1 CD Hortus)
- Henri Mulet : Esquisses byzantines (et Joseph Guy Ropartz : Prélude funèbre, introduction et allegro, Prière pour les trépassés, Les cloches de Lanloup) (1 CD JAV recordings – U.S.A.)
- Dimitri Yanov Yanovsky, Concerto pour orgue (avec les deux autres concertos pour clavier, interprétés par Jay Gottlieb, piano et Céline Frisch, clavecin). Ensemble Musiques Nouvelles, direction Jean-Paul Dessy. (1 CD Le Chant du Monde)
- Le livre de Notre-Dame, Motet pour l'Ascension d'Eric Lebrun, maîtrise de Notre-Dame de Paris, direction Émilie Fleury, Yves Castagnet, orgue

Liste des enregistrements avec Marie-Ange Leurent :
- Dietrich Buxtehude : Intégrale de l'œuvre d'orgue, grand prix du disque de l'Académie Charles-Cros (Coffret 6 CD Bayard Musique)
- Alexandre-Pierre-François Boëly : Intégrale de l'œuvre d'orgue, choc du Monde de la musique (Coffret 8 CD Bayard Musique)
- Gaston Litaize : Intégrale de l'œuvre d'orgue (coffret 5 Cd Bayard Musique)
- Musique pour le temps de Noël aux grandes orgues historiques de Santa-Maria de Mahon (1 CD Solstice)
- Gaston Litaize : anthologie (K617)
- Gaston Litaize : Douze pièces grand orgue, premier enregistrement mondial, préface d’Henri Dutilleux (1 CD K 617)
- Gaston Litaize : Vingt-quatre préludes liturgiques, premier enregistrement mondial (1 CD Solstice)
- Gaston Litaize : Missa solemnior, Cortège, Sonate à deux, Chant de Pâques (1 CD Solstice)
- Valéry Aubertin : Première et troisième sonate, sonatine pour les étoiles, Improvisation Kandinsky 1914 (Coffret 2 CD Disques du Triton avec Valéry Auvertin, Michel Bourcier et Pierre Farago)
- Eric Lebrun : Vingt Mystères du Rosaire, pour Violon, Violoncelle, Harpe et Grand Orgue, par André Garnier et Isabelle Lesage, violon, Philippe Bary, violoncelle, Clara Izambert, harpe, Lucie Flesch, Béatrice Piertot, Yannick Merlin, Marie-Ange Leurent et Eric Lebrun, orgue. (2 CD Bayard Musique, 2010)
- Franz Liszt : Œuvres sacrées pour orgue, Marie-Ange Leurent et Eric Lebrun à l'orgue historique de Barr. (2 CD Bayard Musique, 2010)
- Marie porte du Ciel : anthologie mariale à l'orgue de Santa-Maria de Mahon, accompagnée de motets interprétés par la Maîtrise de Dijon (1 CD Bayard-Musique 2011).
- J.S. Bach : Inventions et Sinfonies à l'orgue de Saint-Cyprien en Périgord (1 CD Bayard-Musique 2012)
- Mille ans de Noëls : de Perotin à Eric Lebrun à l'orgue de Villeneuve-sur-Yonne, (1 Cd Chanteloup Musique 2013)
- L'œuvre d'orgue de Mozart à l'orgue Yves Fossaert de Bourron-Marlotte (1 CD Monthabor 2014)
- Musique pour les funérailles aux orgues de Bourron-Marlotte et de Villeneuve-sur-Yonne (1 CD Monthabor 2014)
- Les plus belles pièces pour orgue (2 CD Monthabor 2014)
- L'Art de la Fugue de J.S. Bach (2 CD Monthabor 2015)
- Intégrale de l'œuvre d'orgue de J.S. Bach vol 1 : Partitas, Chorals d'Arnstadt (2 CD Monthabor-Chanteloup Musique 2016)
- Intégrale de l'œuvre d'orgue de J.S. Bach vol 2 : Orgelbüchlein, Chorals Kirnberger (2 CD Monthabor Chanteloup-Musique 2016)
- Intégrale de l'œuvre d'orgue de J.S. Bach vol 3 : Clavier Übung, Chorals divers (2 CD Monthabor-Chanteloup Musique 2017)
- Intégrale de l'œuvre d'orgue de J.S. Bach vol 4 : Chorals de Leipzig, Chorals divers (2 CD Monthabor-Chanteloup Musique 2017)
- Intégrale de l'œuvre d'orgue de J.S. Bach vol 5 : Concerti, Fantaisies (2 CD Monthabor Chanteloup Musique 2018)
- Intégrale de l'œuvre d'orgue de J.S. Bach vol 6 : 17 Préludes et fugues (2 CD Monthabor Chanteloup Musique 2019)
- Intégrale de l'oeuvre d'orgue de J.S. Bach vol 7 : Toccatas et fugues, Petits préludes et fugues (2 CD Chanteloup Musique 2020)
- Intégrale de l'oeuvre d'orgue de J.S. Bach vol 8 : Chorals, Prélude, Fugue, Trio (1 CD Chanteloup Musique 2023)
- Le Carnaval des animaux, orgue de Vouvant (1 CD Chanteloup Musique 2022)
- Récital d'inauguration de l'orgue de Vouvant avec M. Bourcier, P. Lefebvre, G. Marionneau (1 CD Chanteloup Musique 2022)
- Eric Lebrun : musique de chambre et œuvres pour piano interprétées par Christine Fonlupt, Cécile Hugonnard-Roche, Marie-Christine Marella, Constance Taillard, Ensemble Syllepse, direction Ophélia Besson, Quatuor à cordes Midi-Minuit, Christophe Oudin. (1 CD Chanteloup Musique 2023)